# Eugenia gatopensis
Eugenia gatopensis là một loài thực vật thuộc họ Myrtaceae. Đây là loài đặc hữu của New Caledonia.